# Saint-Denis-d'Orques
 Saint-Denis-d'Orques  es una población y comuna francesa, situada en la región de Países del Loira, departamento de Sarthe, en el distrito de La Flèche y cantón de Loué.

## Demografía
| 1030 | 887 | 826 | 779 | 693 | 815 |
| Para los censos de 1962 a 1999 la población legal corresponde a la población sin duplicidades (Fuente: INSEE [Consultar]) |     |     |     |     |     |